# Realismo no Brasil

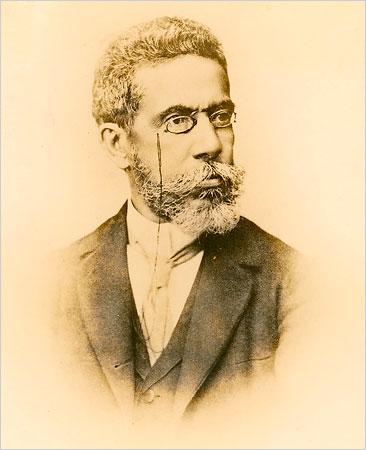
Machado de Assis, maior expoente do Realismo no Brasil.

O Realismo no Brasil teve o seu início, oficialmente, em 1881, com a publicação de Memórias Póstumas de Brás Cubas, de seu mais célebre autor, Machado de Assis. Essa escola somente entra em declínio com o surgimento do Parnasianismo, por volta de 1890.
O Realismo foi um movimento antiburguês, no qual denunciava as falsas bases que sustentavam as relações burguesas da época. Com a introdução do estilo realista, assim como do naturalista, o romance, no Brasil, ganhou um novo alcance: a observação. Começou-se a escrever buscando a verdade, e não mais para ocupar os ócios dos leitores.
Machado de Assis, considerado o maior expoente da literatura brasileira e do Realismo no Brasil, desenvolve em sua ficção uma análise psicológica, universal e sela, portanto, a independência literária do país.

## Contexto histórico

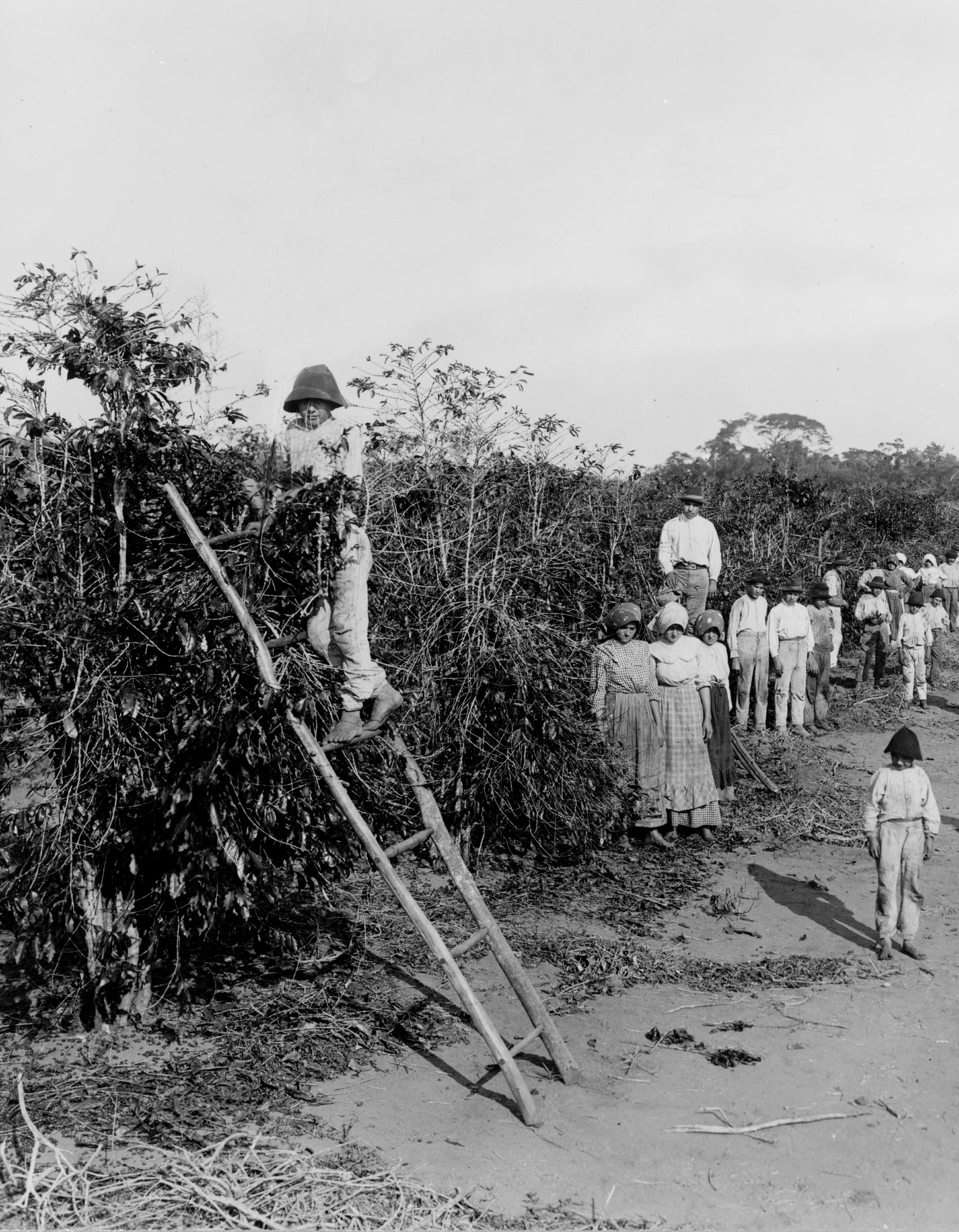
Lavoura de café, principal base econômica do país.

No Brasil do segundo reinado (de 1840 a 1889) impera o conhecido "parlamentarismo às avessas", quando o Imperador D. Pedro II escolhe o senador ou o deputado para o cargo de primeiro-ministro, com a complacência do Partido Liberal e do Partido Conservador, que se revezavam no poder, sempre  segundo os interesses da oligarquia agrária.
No campo da economia, o Brasil, na metade do século XIX, ainda mantinha uma estrutura baseada no latifúndio, na monocultura de exportação com mão-de-obra escrava voltada para o mercado cafeeiro.
Essa classe apoia-se no Exército e aceita a liderança dos cafeicultores paulistas, responsáveis pelos trabalhadores assalariados no país e defensores de mudanças estruturais, como a substituição da Monarquia, já desgastada e reacionária, pela República.
A Proclamação se dá em 1889; porém, a República não atenderia as ambições da classe média e dos militares. Então, representantes das oligarquias de São Paulo e Minas Gerais passam a controlar o Estado brasileiro, por meio de uma aliança entre seus governadores que ficou conhecida como "política do café-com-leite".
O Brasil da época é um país com mais ideias liberais, republicanas, "modernas"; no entanto, tem que conviver com uma estrutura político-econômica oligárquica, agrária, latifundiária e coronelista.
Da Europa foram trazidas algumas ideias, entre elas o positivismo de Auguste Comte, o determinismo histórico de Taine, o socialismo utópico de Proudhon e o socialismo científico de Karl Marx, o evolucionismo de Darwin e a negação do Cristianismo de Renan.
O Brasil, na segunda metade do século XIX, assim como a Europa, vivia um momento bastante conturbado. O cientificismo, o positivismo e as teorias sociais vindas da Europa, juntamente com o abolicionismo, a Guerra do Paraguai, a assinatura da Lei Áurea, a substituição da mão de obra escrava pela assalariada (principalmente dos imigrantes que chegaram ao Brasil), o ideal republicano e a crise da monarquia caracterizavam a segunda metade do século XIX. Esse período representou o declínio da sociedade aristocrático-escravista e uma gradual ascensão do capitalismo industrial. Em São Paulo, as máquinas e as indústrias começaram a surgir, e os cafeicultores, com a mão de obra assalariada, passaram de latifundiários a empresários agrícolas.  

## Autores e obras notáveis
Dentre os principais autores do Realismo no Brasil estão Raul Pompeia, o Visconde de Taunay e o principal deles, Machado de Assis.
Entre as obras de Raul Pompeia, O Ateneu é, sobretudo, um exemplo impressionista na literatura brasileira, também considerada uma obra naturalista. O Visconde de Taunay destaca-se na literatura regionalista; sua obra-prima, Inocência, é transitória entre Romantismo e Realismo.
Machado de Assis contribuiu com grandes obras, como a introdutória do estilo Memórias Póstumas de Brás Cubas, sucedida por Quincas Borba e Dom Casmurro. As três envolvem adultério seja real ou a partir da visão do narrador e apresentam inúmeros temas sob uma ótica crítica e irônica, característica do autor. As obras Memórias Póstumas de Brás Cubas e Dom Casmurro destacam-se por serem narradas em primeira pessoa, característica incomum no romance realista. Esaú e Jacó e Memorial de Aires figuram na fase filosófica e madura do autor, sendo, também, obras realistas.